# 게리 존슨

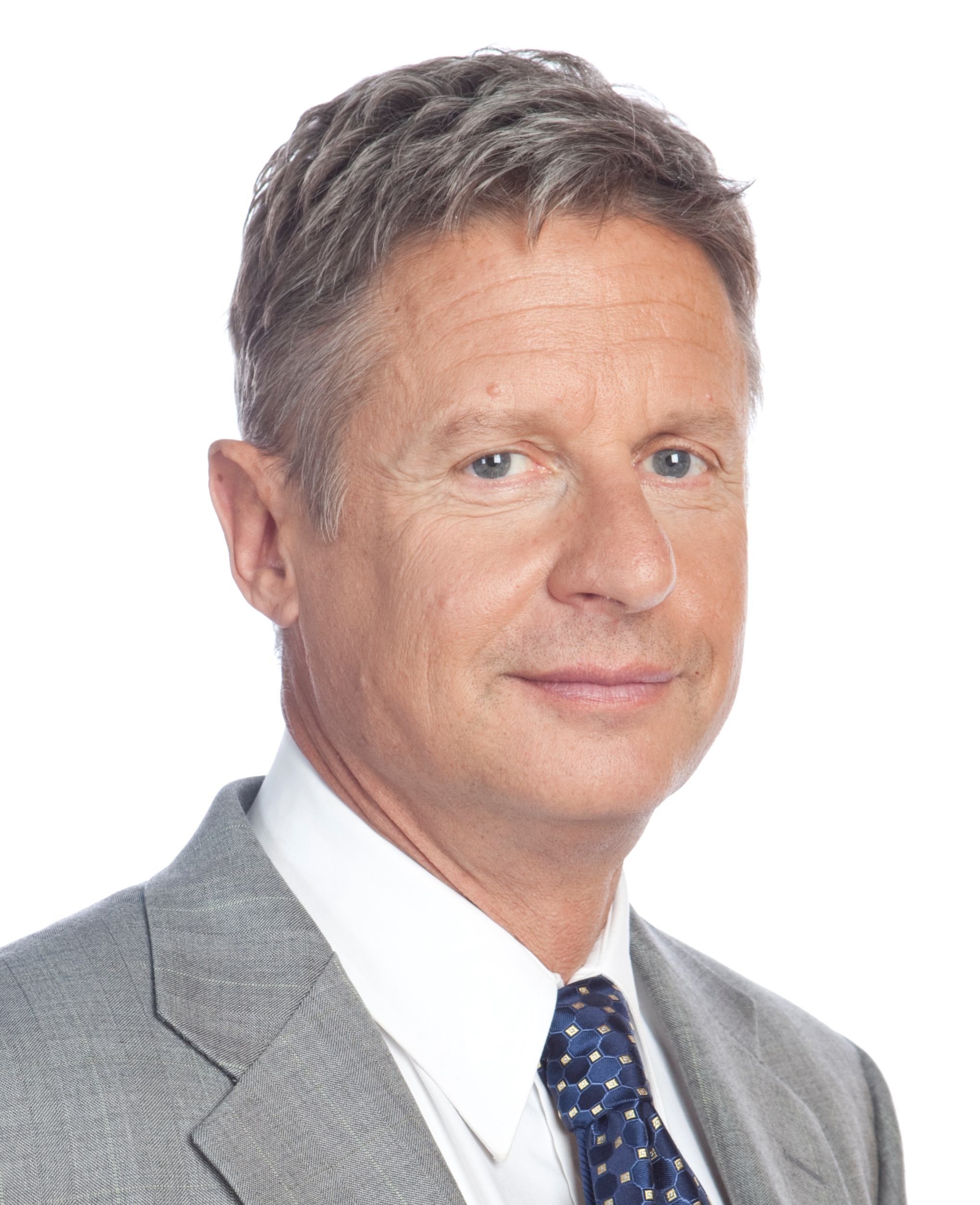
게리 존슨

게리 얼 존슨(Gary Earl Johnson, 1953년 1월 1일 ~ )은 미국의 정치가이다. 공화당 소속으로 뉴멕시코 주지사를 지냈고, 2012년 대통령 선거에 자유당 소속으로 출마하였다.
노스다코타주 마이넛 출신. 어린 시절 뉴멕시코주 앨버커키로 이주하였고, 뉴멕시코 대학교를 졸업하였다. 기업계에서 종사하다, 1994년 공화당 소속으로 뉴멕시코 주지사 선거에 출마, 민주당 소속으로 주지사를 여러 차례 지낸 현직 브루스 킹 주지사를 큰 차이로 꺾고 당선되었다. 1998년 민주당 후보를 제치고 재선되었다. 뉴멕시코주에서는 주지사의 3선 연임이 금지되어 있어, 2002년 선거에는 출마하지 않았고, 2003년 초 주지사 임기가 종료되었다. 그는 1994년 주지사 선거에 당선되어 정계에 입문하면서부터 독특한 행보로 주목을 받았다. 세금과 정부지출을 크게 줄일 것을 주장하였다. 또한 이러한 논리로 정부가 개인의 영역에 침범하는 것도 최소화해야 하므로, 동성 결혼도 제한하지 않고, 마리화나나 낙태도 합법화할 수 있다고 보았다. 주지사 재직 시절, 주의회와의 정책 대립으로 많은 법안을 거부해, '비토 주지사'(Governor Veto)라는 별명도 얻었다. 정부개입 최소화와 개인의 자유를 주장하는 그는, 2012년 대통령 선거에 공화당 후보로 선출되기 위하여 선거운동을 했으나, 2011년 12월, 공화당 경선을 중단하면서 공화당을 탈당하고 자유당으로 당적을 옮겨 자유당 경선에 참가한다고 발표하였다. 2012년 5월, 그는 자유당 후보로 공식 지명되어 2012년 11월 6일에 치러지는 대통령 선거에 출마했다.
2016년 대통령 선거에서 자유당 후보로 공식 지명되어 대통령 선거에 출마한다.

## 역대 선거 결과
| 선거명      | 직책명                    | 대수  | 정당   | 득표율 | 득표수 (선거인단) | 결과 | 당락                 |
| ----------- | ------------------------- | ----- | ------ | ------ | ----------------- | ---- | -------------------- |
| 1994년 선거 | 뉴멕시코 주지사           | 29대  | 공화당 | 49.81% | 232,945표         | 1위  | 뉴멕시코 주지사 당선 |
| 1998년 선거 | 뉴멕시코 주지사           | 29대  | 공화당 | 54.53% | 271,948표         | 1위  | 뉴멕시코 주지사 당선 |
| 2012년 선거 | 미국의 대통령             | 44대  | 자유당 | 0.99%  | 1,275,971표 (0명) | 3위  | 낙선                 |
| 2016년 선거 | 미국의 대통령             | 45대  | 자유당 | 3.29%  | 4,440,871표 (0명) | 3위  | 낙선                 |
| 2018년 선거 | 상원의원 (뉴멕시코 제1부) | 116대 | 자유당 | 15.38% | 107,201표         | 3위  | 낙선                 |